# Signature génétique
Une signature génétique est un motif, un profil de marqueurs moléculaires (des fragments d'ADN) permettant d'identifier un type de cellule ou de tissu, une maladie (par exemple un type de tumeur en particulier,) ou encore une variété d'un organisme.